# Hirba
Hirba é uma cidade meda, uma das poucas grandes cidades medas conhecidas. Provavelmente foi construída antes do início da ascensão dos medos ao poder e mesmo que não tenha sido encontrada até hoje, acredita-se que esta cidade realmente existiu. Hirba aparece como uma cidade persa nas fronteiras da Média em um fragmento de Nicolau de Damasco. Embora no relato de Nicolau ele comente sobre sua localização ser na Média, portanto, ainda é considerado um mistério.
Pesquisas em andamento sobre sua localização exata não provaram quaisquer resultados verificáveis. Os historiadores consideram Hirba como outras cidades medas perdidas, que é impossível localizar a não ser por mera conjectura. A primeira batalha que ocorreu entre os medos e persas foi travada entre Hárpago e Ciro, o Grande. De acordo com Ctésias, Ciro derrotou as forças medas perto da cidade de Hirba.